# Marleen Boelaert
Marleen Boelaert (Ukkel, 21 oktober 1960 - Herne, 12 juni 2020)  was een Belgische professor, epidemiologe en onderzoeker die aan het Instituut voor Tropische Geneeskunde (ITG) te Antwerpen onderzoek deed naar de bestrijding van tropische infectieziekten, vooral naar leishmaniasis en slaapziekte.

## Biografie
Marleen Boelaert was een arts die in 1985 afstudeerde aan de Katholieke Universiteit Leuven. Op het einde van de jaren 1980 werkte ze voor Artsen zonder Grenzen in verschillende Afrikaanse landen. Vanaf 1994 werkte ze voor het ITG  en was van 2011 tot 2015 hoofd van de eenheid Epidemiologie en controle van verwaarloosde tropische ziekten aan het departement van Volksgezondheid.
Professor Boelaert was sinds 2018 lid van de Strategische en Technische Adviesgroep (STAG) van de Wereldgezondheidsorganisatie (WHO) voor verwaarloosde tropische ziekten. Ze speelde een centrale rol in de ontwikkeling van de WHO's Technical Report Series on control of the leishmaniases (TRS No. 949) en was lid van de WHO Human African Trypanosomiasis elimination Technical Advisory Group. Professor Boelaert was ook betrokken bij het speciaal programma voor onderzoek en opleiding in tropische ziekten (TDR).
Boelaert en haar team onderzochten het klinische voordeel van snelle diagnostische tests voor leishmaniasis en hoe effectief de met insecticiden behandelde bednetten voor de bestrijding van leishmaniasis kunnen zijn.
Andere onderzoeksvelden waren:
- Eliminatiestrategieën tegen viscerale leishmaniasis in het Indisch subcontinent
- Bevolkingsonderzoek alternatief benaderen om slaapziekte te kunnen elimineren
- Klinische behandeling van verwaarloosde tropische ziekten syndromatisch benaderen
- Dimensies op sociaal-economisch gebied van verwaarloosde tropische ziekten

Marleen Boelaert publiceerde meer dan 325 manuscripten en was mentor voor studenten en medewerkers. Ze stond in voor de begeleiding van tweeëntwintig doctoraatstudenten. Zij was het die de Master in Disease Control opstartte.

## Fonds Prof. Marleen Boelaert
In 2020, het jaar van haar overlijden, besloot het ITG een nieuw fonds op te richten. Dit fonds zal beurzen en onderzoek naar verwaarloosde tropische aandoeningen ondersteunen en krijgt haar naam.